# Sommo sacerdote di Ptah
| wr | S42 | U24 |

| wr | S42 | U24 |

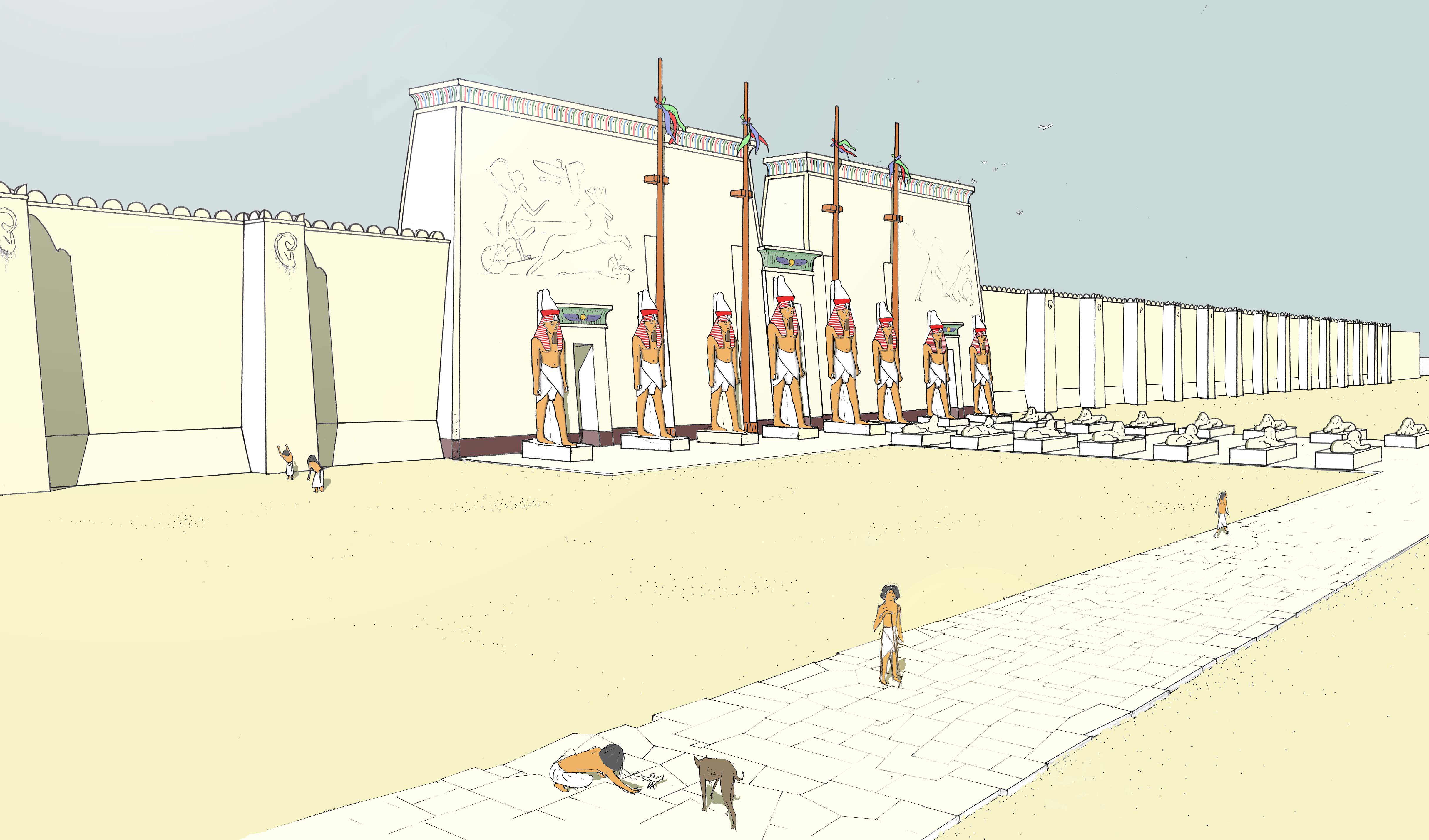
Ricostruzione del tempio di Ptah a Menfi.

Il gran sacerdote di Ptah, o sommo sacerdote di Ptah, era una carica sacerdotale dell'antico Egitto, che distingueva il sacerdote nominato direttamente dal faraone che si trovava al vertice dell  casta sacerdotale della regione di Menfi.
In egizio il suo titolo era "il più Grande dei Maestri degli Artigiani" (wr ḫrp ḥmwt, wer kherep hemut), in riferimento all'attributo del dio Ptah come protettore degli artigiani. La sua sede era nel tempio di Ptah a Menfi, nel Basso Egitto, dedicato al dio Ptah, alla sua sposa Sekhmet e a loro figlio Nefertum. Durante il periodo tolemaico il gran sacerdote di Ptah diventò il sacerdote più importante di tutto l'Egitto, incoronando lui stesso i faraoni.

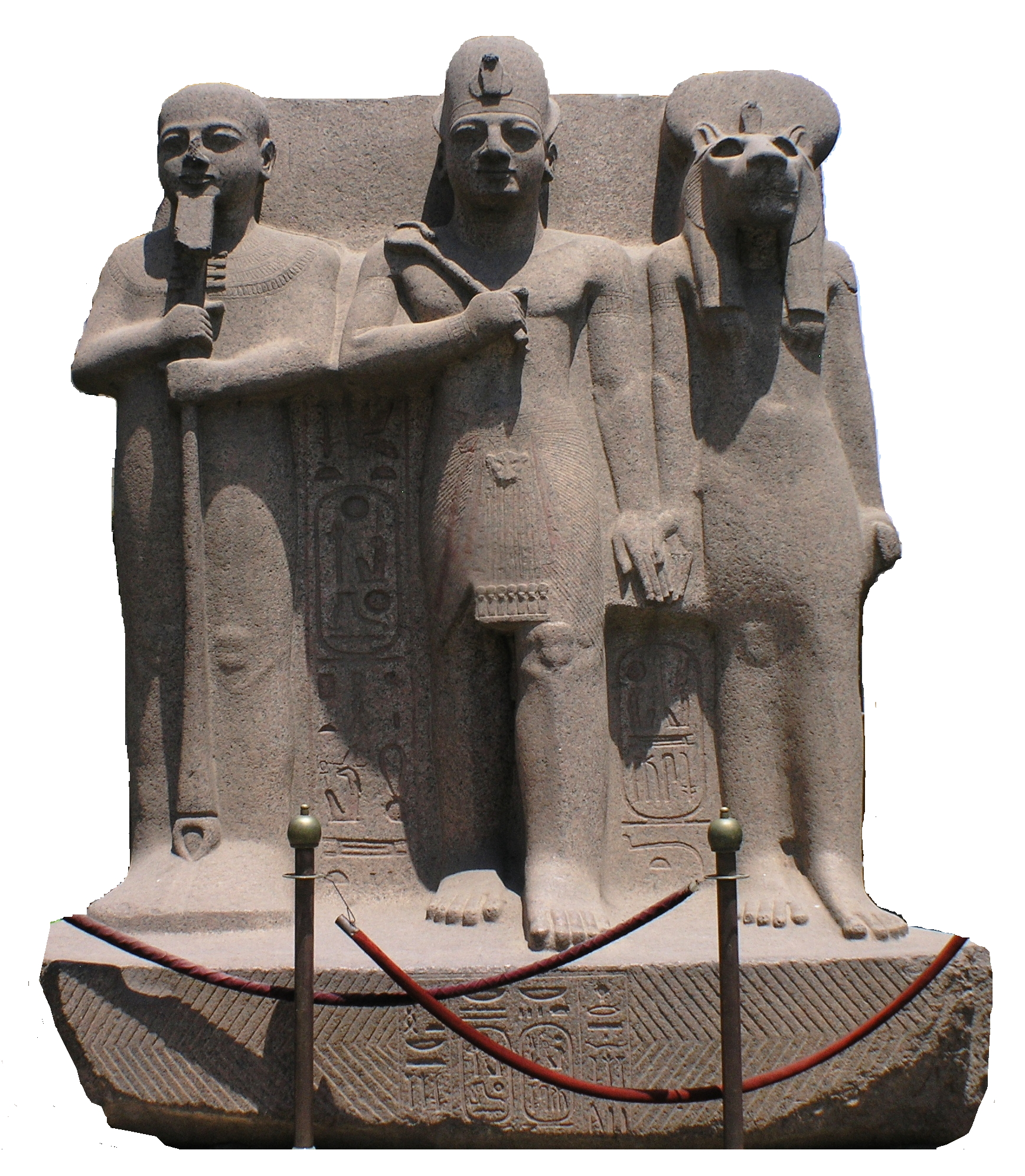
Statua monumentale con Ramses II affiancato da Ptah e Sekhmet. Museo egizio del Cairo.

I gran sacerdoti di Ptah sono menzionati nelle iscrizioni che risalgono almeno alla IV dinastia. Nella tomba del nobile Debhen, per esempio, v'è una descrizione di una visita del faraone Micerino al cantiere della sua piramide "Divino [è] Micerino". Il faraone è accompagnato da un comandante navale e due gran sacerdoti di Ptah.

Un grande complesso di templi risalente al regno di Ramses II si trova presso il sito moderno di Mit Rahina. I templi di Ptah, a partire da questo periodo, furono tra i più grandi complessi di templi in Egitto. Di questo complesso non è stato ancora scavato molto perché gran parte del sito si trova vicino alla città moderna.

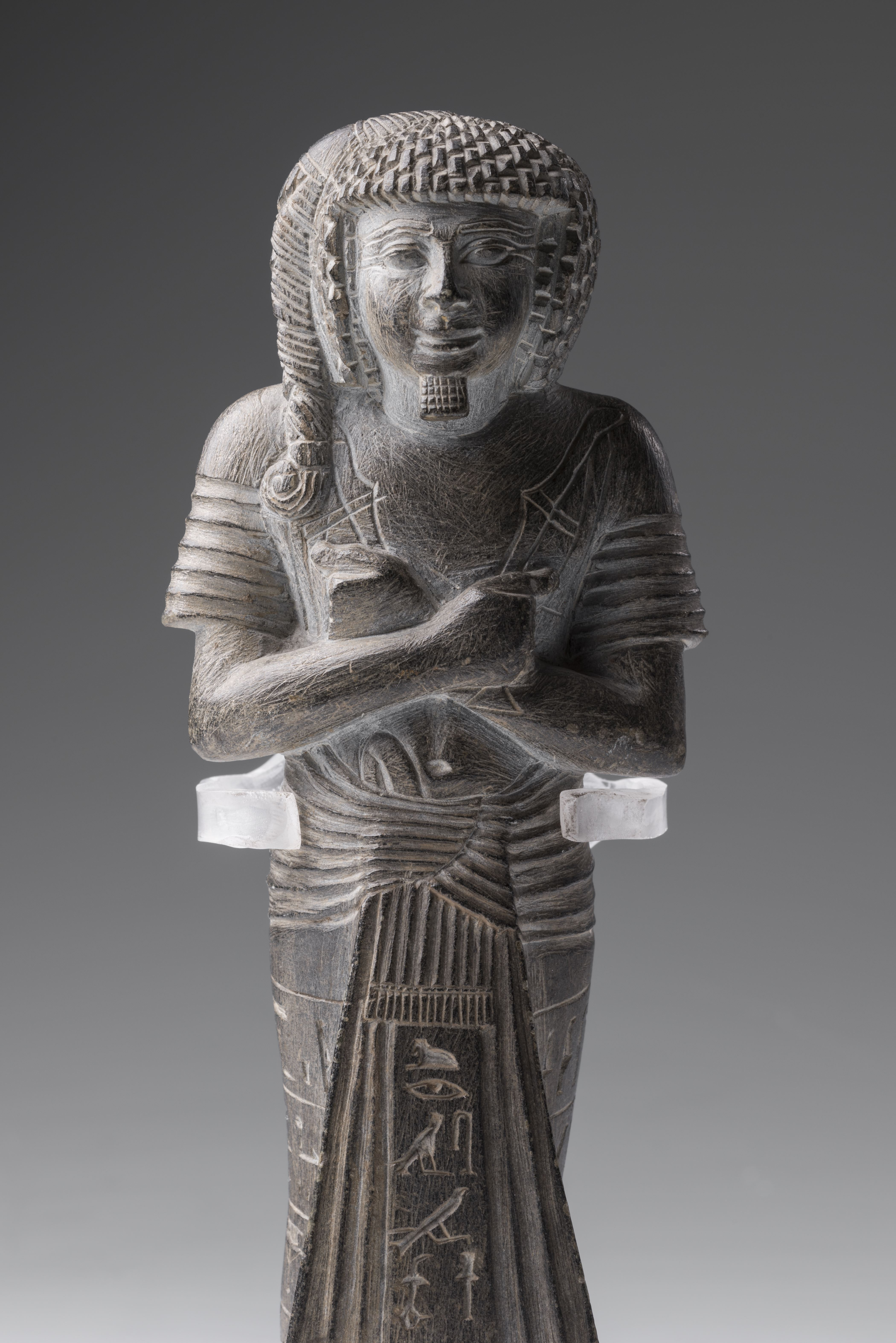
Ushabti di Nebmehyt, sommo sacerdote di Ptah, 1279–1213 a.C., Nuovo Regno. Museo Egizio, Torino.